# Rae Bareli
Rae Bareli là một thành phố và là nơi đặt ban đô thị (municipal board) của quận Rae Bareli thuộc bang Uttar Pradesh, Ấn Độ.

## Nhân khẩu
Theo điều tra dân số năm 2001 của Ấn Độ, Rae Bareli có dân số 169.285 người. Phái nam chiếm 53% tổng số dân và phái nữ chiếm 47%. Rae Bareli có tỷ lệ 69% biết đọc biết viết, cao hơn tỷ lệ trung bình toàn quốc là 59,5%: tỷ lệ cho phái nam là 74%, và tỷ lệ cho phái nữ là 63%. Tại Rae Bareli, 12% dân số nhỏ hơn 6 tuổi.